# Marvin Williams
Pour les articles homonymes, voir Williams.
Marvin Gaye Williams, Jr., né le 19 juin 1986 à Bremerton dans l'État de Washington, est un ancien joueur américain de basket-ball évoluant au poste d'ailier fort durant 15 années au sein de la National Basketball Association (NBA).
Il a évolué une saison au niveau universitaire, au sein des Tar Heels de la Caroline du Nord avant d'être sélectionné en second choix par les Hawks d'Atlanta lors de la draft 2005 de la NBA. Après un total de 7 saisons avec les Hawks, il est transféré au Jazz de l'Utah, où il passe deux saisons avant de s'engager avec les Hornets de Charlotte. En février 2020, il rejoint les Bucks de Milwaukee pour le reste de la saison, puis prend officiellement sa retraite à l'issue de la saison 2019-2020.

## Biographie

### Jeunesse
Williams fréquente le Bremerton High School, où en tant que junior en 2002-2003, il obtient en moyenne 23,9 points et 14 rebonds. En tant que senior en 2003-2004, il obtient en moyenne 28,7 points, 15,5 rebonds, 5 contres et 5 passes décisives. Il est par la suite nommé McDonald’s All-American et remporte les honneurs de la First-Team Parade All-American. 
Au niveau universitaire, Williams joue une seule saison avec les Tar Heels de la Caroline du Nord en 2004-2005, remportant le tournoi NCAA cette saison. Il s'octroie les honneurs de rookie de l’année de l’ACC et est sélectionné, à l’unanimité, au sein de l'ACC All-Freshman Team. En 36 matchs en sortie de banc, il obtient en moyenne 11,3 points, 6,6 rebonds et 1,1 interception en 22,2 minutes par match.
En avril 2005, Williams se déclare à la draft NBA, renonçant à ses trois dernières années d’admissibilité à l'université.

### Carrière professionnelle

#### Hawks d'Atlanta (2005-2012)

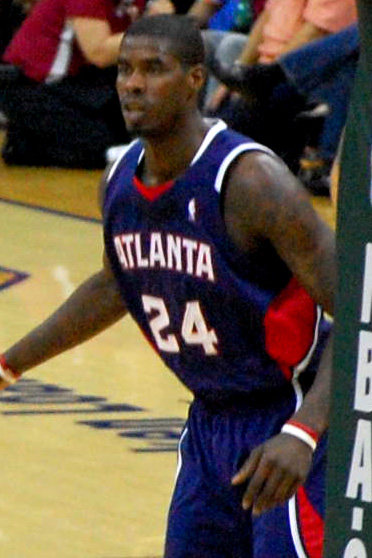
Williams en avril 2010.

Le 28 juin 2005, il est sélectionné lors de la draft 2005 de la NBA en seconde position par les Hawks d'Atlanta. Cette sélection crée une polémique car les Hawks avaient besoin d'un meneur de jeu, alors que Deron Williams et Chris Paul, futurs All-Stars, étaient disponibles.
En juillet 2005, il signe son premier contrat avec cette franchise. Il remporte les honneurs de la NBA All-Rookie Second Team après avoir obtenu des moyennes de 8,5 points et 4,8 rebonds en 79 matchs au cours de la saison 2005-2006.
Williams rate les 17 premiers matchs de la saison suivante en raison d’une fracture de la main gauche. Le 5 janvier 2007, il marque 24 points contre les Raptors de Toronto et égale cette marque le 13 avril, contre les Wizards de Washington.
Au cours de la saison 2007-2008, Williams atteint sa meilleure moyenne de points au cours d'une saison avec 14,8 points par match. Le 25 janvier 2008, il bat son record de points en carrière avec 33 points contre les SuperSonics de Seattle.
Le 8 août 2009, il signe un nouveau contrat avec les Hawks, de 37,5 millions de dollars sur cinq ans. Le 5 décembre, il enregistre un record en carrière avec 15 rebonds contre les Mavericks de Dallas.
Au début du mois de novembre de la saison 2010-2011, Williams rate quatre matchs à cause d'une blessure au genou droit. Entre la fin décembre et la fin janvier, Williams manque 11 matchs pour une contusion au dos. Le 27 mars 2011, il inscrit 31 points contre les Cavaliers de Cleveland, son record sur la saison.
Williams participe à 5 campagnes de playoffs consécutives entre 2008 et 2012, apparaissant dans 42 matchs éliminatoires, tandis que la franchise n’avait pas réussi à se qualifier pour les playoffs les huit années précédentes.

#### Jazz de l'Utah (2012-2014)
Le 11 juillet 2012, il est transféré au Jazz de l'Utah en échange de Devin Harris. Il réalise ses débuts pour le Jazz le 31 octobre, en inscrivant 21 points dans une victoire face aux Mavericks de Dallas. Néanmoins, le 3 juin 2013, il est opéré du tendon d'Achille, l'écartant des parquets pour six mois.
Le 15 juin 2013, il active son option de joueur sur son contrat, choisissant d'honorer la dernière année de son contrat à 7,5 millions de dollars et de rester à Utah.

#### Hornets de Charlotte (2014-2020)
Le 16 juillet 2014, il signe un contrat 14 millions de dollars sur deux ans avec les Hornets de Charlotte. Il fait ses débuts pour les Hornets lors de leur premier match de la saison le 29 octobre 2014, marquant 19 points contre les Bucks de Milwaukee. Il n’a pas réussi à dépasser cette marque au cours de la saison.
Lors de la saison 2015-2016, Williams totalise 521 rebonds et 152 tirs à trois points inscrits, ce qui en fait l’un des cinq joueurs à compter au moins 500 rebonds et 150 paniers à trois points sur la saison avec Kevin Durant, Paul George, James Harden et Kevin Love. Il devient également le premier joueur de la franchise à réaliser cette performance.
Le 2 juillet 2016, il signe un nouveau contrat avec les Hornets, de 54,5 millions de dollars sur quatre ans. Le 10 mars 2017, il saisit 18 rebonds, un record en carrière, dans une victoire de contre le Magic d'Orlando. Le 11 mars, il inscrit 27 points dans une défaite en prolongation contre les Pelicans de La Nouvelle-Orléans. Le 13 mars, il égale son record de 18 rebonds dans une défaite contre les Bulls de Chicago.
Le 11 juin 2019, il active son option de joueur sur son contrat, choisissant d'honorer la dernière année de son contrat à 15 millions de dollars et de rester à Charlotte.
Le 9 février 2020, les Hornets rompent le contrat de Williams, lui permettant de s'engager dans une équipe candidate au titre de champion NBA.

#### Bucks de Milwaukee (2020)
Le 10 février 2020, il rejoint les Bucks de Milwaukee, ayant le meilleur bilan de la ligue cette saison. 
Le 8 septembre 2020, il décide de prendre sa retraite à la suite de la défaite des Bucks contre le Heat de Miami en demi-finale de conférence, lors des playoffs 2020.

## Palmarès

### Université
- Champion NCAA en 2005.

### Distinctions personnelles

#### NBA
- NBA All-Rookie Second Team en 2006.

#### Université
- USBWA National Freshman of the Year en 2005.
- ACC Rookie of the Year en 2005.
- ACC All-Freshman Team en 2005.
- First-team Parade All-American en 2004.
- McDonald's All-American en 2004.

## Statistiques
Légende : gras = ses meilleures performances

### Universitaires
| Saison    | Équipe           | Matchs | Titul. | Min./m | % Tir | % 3pts | % LF | Rbds/m. | Pass/m. | Int/m. | Ctr/m. | Pts/m. |
| --------- | ---------------- | ------ | ------ | ------ | ----- | ------ | ---- | ------- | ------- | ------ | ------ | ------ |
| 2004-2005 | Caroline du Nord | 34     | 0      | 22,2   | 52,1  | 41     | 85   | 6,6     | 0,7     | 1,1    | 0,5    | 11,1   |
| Total     | Total            | 34     | 0      | 22,2   | 52,1  | 41     | 85   | 6,6     | 0,7     | 1,1    | 0,5    | 11,1   |

### NBA

#### Saison régulière
| Saison     | Équipe  | Matchs | Titul. | Min./m | % Tir | % 3pts | % LF | Rbds/m. | Pass/m. | Int/m. | Ctr/m. | Pts/m. |
| ---------- | ------- | ------ | ------ | ------ | ----- | ------ | ---- | ------- | ------- | ------ | ------ | ------ |
| 2005-2006  | Hawks   | 79     | 7      | 24,7   | 44,3  | 24,5   | 74,7 | 4,85    | 0,80    | 0,61   | 0,30   | 8,51   |
| 2006-2007  | Hawks   | 64     | 63     | 34,0   | 43,3  | 24,4   | 81,5 | 5,27    | 1,89    | 0,81   | 0,47   | 13,11  |
| 2007-2008  | Hawks   | 80     | 80     | 34,6   | 46,2  | 10,0   | 82,2 | 5,71    | 1,71    | 1,01   | 0,41   | 14,81  |
| 2008-2009  | Hawks   | 61     | 59     | 34,3   | 45,8  | 35,5   | 80,6 | 6,26    | 1,33    | 0,93   | 0,64   | 13,85  |
| 2009-2010  | Hawks   | 81     | 81     | 30,5   | 45,5  | 30,3   | 81,9 | 5,14    | 1,15    | 0,81   | 0,57   | 10,12  |
| 2010-2011  | Hawks   | 65     | 52     | 28,7   | 45,8  | 33,6   | 84,5 | 4,82    | 1,35    | 0,52   | 0,35   | 10,40  |
| 2011-2012* | Hawks   | 57     | 37     | 26,3   | 43,2  | 38,9   | 78,8 | 5,16    | 1,25    | 0,82   | 0,32   | 10,16  |
| 2012-2013  | Jazz    | 73     | 51     | 23,7   | 42,3  | 32,5   | 77,8 | 3,60    | 1,05    | 0,51   | 0,52   | 7,25   |
| 2013-2014  | Jazz    | 66     | 50     | 25,4   | 43,9  | 35,9   | 78,1 | 5,06    | 1,18    | 0,82   | 0,47   | 9,14   |
| 2014-2015  | Hornets | 78     | 37     | 26,1   | 42,4  | 35,8   | 71,3 | 4,95    | 1,28    | 0,88   | 0,46   | 7,40   |
| 2015-2016  | Hornets | 81     | 81     | 28,9   | 45,2  | 40,2   | 83,3 | 6,43    | 1,36    | 0,72   | 0,95   | 11,70  |
| 2016-2017  | Hornets | 76     | 76     | 30,2   | 42,2  | 35,0   | 87,3 | 6,58    | 1,39    | 0,76   | 0,70   | 11,17  |
| 2017-2018  | Hornets | 78     | 78     | 25,7   | 45,8  | 41,3   | 82,9 | 4,74    | 1,23    | 0,72   | 0,49   | 9,54   |
| 2018-2019  | Hornets | 75     | 75     | 28,4   | 42,2  | 36,6   | 76,7 | 5,43    | 1,23    | 0,95   | 0,81   | 10,08  |
| 2019-2020  | Hornets | 41     | 1      | 19,7   | 44,8  | 37,6   | 86,0 | 2,66    | 1,00    | 0,63   | 0,54   | 6,71   |
| 2019-2020  | Bucks   | 17     | 0      | 18,9   | 43,9  | 30,8   | 85,7 | 4,35    | 1,12    | 0,59   | 0,47   | 4,00   |
| Total      | Total   | 1072   | 828    | 28,1   | 44,3  | 36,1   | 80,8 | 5,17    | 1,28    | 0,77   | 0,54   | 10,23  |

Note: * Cette saison a été réduite de 82 à 66 matchs en raison du Lock out.

#### Playoffs
| Saison | Équipe  | Matchs | Titul. | Min./m | % Tir | % 3pts | % LF  | Rbds/m. | Pass/m. | Int/m. | Ctr/m. | Pts/m. |
| ------ | ------- | ------ | ------ | ------ | ----- | ------ | ----- | ------- | ------- | ------ | ------ | ------ |
| 2008   | Hawks   | 7      | 7      | 28,5   | 41,4  | 0,0    | 88,9  | 4,00    | 0,71    | 0,29   | 0,43   | 11,43  |
| 2009   | Hawks   | 6      | 3      | 16,2   | 34,5  | 16,7   | 69,2  | 1,50    | 1,00    | 0,83   | 0,33   | 5,00   |
| 2010   | Hawks   | 11     | 11     | 31,3   | 39,2  | 50,0   | 90,6  | 5,73    | 0,73    | 0,55   | 0,45   | 8,36   |
| 2011   | Hawks   | 12     | 3      | 18,0   | 39,3  | 27,3   | 76,9  | 2,25    | 0,50    | 0,75   | 0,58   | 4,75   |
| 2012   | Hawks   | 6      | 3      | 24,1   | 35,6  | 50,0   | 77,8  | 5,50    | 0,83    | 0,50   | 0,33   | 7,83   |
| 2016   | Hornets | 7      | 7      | 32,5   | 27,5  | 35,3   | 50,0  | 6,86    | 0,86    | 0,86   | 0,43   | 5,14   |
| 2020   | Bucks   | 10     | 0      | 17,9   | 44,7  | 43,5   | 100,0 | 4,80    | 0,90    | 0,50   | 0,30   | 5,50   |
| Total  | Total   | 59     | 34     | 23,9   | 37,8  | 38,7   | 83,6  | 4,34    | 0,76    | 0,61   | 0,42   | 6,73   |

## Records sur une rencontre en NBA
Les records personnels de Marvin Williams en NBA sont les suivants, :
| Type de statistique        | Saison régulière | Saison régulière         | Saison régulière | Playoffs | Playoffs            | Playoffs      |
| Type de statistique        | Record           | Adversaire               | Date             | Record   | Adversaire          | Date          |
| -------------------------- | ---------------- | ------------------------ | ---------------- | -------- | ------------------- | ------------- |
| Points                     | 33               | @ SuperSonics de Seattle | 25 janvier 2008  | 22       | Bucks de Milwaukee  | 28 avril 2010 |
| Paniers marqués            | 13               | Rockets de Houston       | 20 novembre 2009 | 8        | Bucks de Milwaukee  | 28 avril 2010 |
| Paniers tentés             | 21               | Magic d'Orlando          | 16 mars 2016     | 13       | @ Celtics de Boston | 10 mai 2012   |
| Paniers à 3 points réussis | 7                | 2 fois                   | 2 fois           | 4        | 2 fois              | 2 fois        |
| Paniers à 3 points tentés  | 12               | Clippers de Los Angeles  | 5 février 2019   | 6        | Celtics de Boston   | 8 mai 2012    |
| Lancers francs réussis     | 18               | @ Bobcats de Charlotte   | 6 février 2009   | 7        | @ Celtics de Boston | 23 avril 2008 |
| Lancers francs tentés      | 20               | @ Bobcats de Charlotte   | 6 février 2009   | 9        | @ Celtics de Boston | 23 avril 2008 |
| Rebonds offensifs          | 9                | Warriors de Golden State | 5 mars 2010      | 6        | Bucks de Milwaukee  | 2 mai 2010    |
| Rebonds défensifs          | 16               | Magic d'Orlando          | 10 mars 2017     | 14       | Heat de Miami       | 23 avril 2016 |
| Rebonds totaux             | 18               | 2 fois                   | 2 fois           | 14       | Heat de Miami       | 23 avril 2016 |
| Passes décisives           | 7                | 2 fois                   | 2 fois           | 3        | 2 fois              | 2 fois        |
| Interceptions              | 4                | 8 fois                   | 8 fois           | 3        | @ Heat de Miami     | 27 avril 2016 |
| Contres                    | 4                | 4 fois                   | 4 fois           | 2        | 4 fois              | 4 fois        |
| Balles perdues             | 6                | 2 fois                   | 2 fois           | 4        | 3 fois              | 3 fois        |
| Minutes jouées             | 51               | @ 76ers de Philadelphie  | 8 avril 2007     | 41       | @ Magic d'Orlando   | 6 mai 2010    |

- Double-double : 65 (dont 1 en playoffs)
- Triple-double : 0

Dernière mise à jour : 6 novembre 2020

## Salaires
| Année       | Équipe      | Salaire       |
| ----------- | ----------- | ------------- |
| 2005-2006   | Hawks       | 3 883 560 $   |
| 2006-2007   | Hawks       | 4 174 800 $   |
| 2007-2008   | Hawks       | 4 466 040 $   |
| 2008-2009   | Hawks       | 5 636 143 $   |
| 2009-2010   | Hawks       | 7 500 000 $   |
| 2010-2011   | Hawks       | 6 712 500 $   |
| 2011-2012   | Hawks       | 7 500 000 $   |
| 2012-2013   | Jazz        | 8 287 500 $   |
| 2013-2014   | Jazz        | 7 500 000 $   |
| 2014-2015   | Hornets     | 7 000 000 $   |
| 2015-2016   | Hornets     | 7 000 000 $   |
| 2016-2017   | Hornets     | 12 250 000 $  |
| 2017-2018   | Hornets     | 13 168 750 $  |
| 2018-2019   | Hornets     | 14 087 500 $  |
| 2019-2020   | Hornets     | 14 049 901 $  |
| 2019-2020   | Bucks       | 956 349 $     |
| Total Gains | Total Gains | 109 771 071 $ |